# Làtids
Els Latidae (perques) són una família de peixos, uns de riu i uns altres marins, inclosa a l'ordre Perciformes. Fins a l'any 2004 s'enquadraven les seves espècies a la família Centropomidae, però a ran d'un estudi al que es demostrà que no estaven emparentats amb la reata de dita família es creà la família Latidae.
Es distribueixen per rius de l'Àfrica, a l'oceà Índic i a l'oceà Pacífic.
Moltes espècies d'aquesta família tenen importància pesquera i comercial, hagent sigut introduïdes en rius i llacs fora de les seves àrees natives amb vistes a la seva pesca. La "perca del Nil" és un ferotge depredador, per la qual cosa la seva introducció en alguns ecosistemes aquàtics ha provocat l'extinció de moltes altres espècies de peixos.

## Gèneres i espècies
S'agrupen en tres gèneres amb les poques espècies següents:
- Gènere Hypopterus (Gill, 1861)
  - Hypopterus macropterus (Günther, 1853) - Perca marina de l'oest d'Austràlia.

- Gènere Lates (Cuvier a "Cuvier i Valenciennes", 1828)
  - Lates angustifrons (Boulenger, 1906) - Perca del Tanganika.
  - Lates calcarifer (Bloch, 1790) - Barramundi
  - Lates japonicus (Katayama i Taki, 1984) - Perca japonesa.
  - Lates longispinis (Worthington, 1932) - Perca del Rodolfo.
  - Lates macrophthalmus (Worthington, 1929) - Perca de l'Albert.
  - Lates mariae (Steindachner, 1909)
  - Lates microlepis (Boulenger, 1898)
  - Lates niloticus (Linnaeus, 1758) - Perca del Nil.
  - Lates stappersii (Boulenger, 1914)

- Gènere Psammoperca (Richardson, 1848)
  - Psammoperca waigiensis (Cuvier, 1828) - Perca marina waigeo.